# Ruguzwe
Ruguzwe är ett vattendrag i Burundi.   Det ligger i provinsen Gitega, i den centrala delen av landet, 60 kilometer öster om huvudstaden Bujumbura.
Omgivningarna runt Ruguzwe är en mosaik av jordbruksmark och naturlig växtlighet. Runt Ruguzwe är det tätbefolkat, med 369 invånare per kvadratkilometer.